# RK Našice
RK Našice ist ein Handballverein aus der kroatischen Stadt Našice. Die erste Mannschaft spielt in der ersten kroatischen Liga sowie in der neu gegründeten länderübergreifenden SEHA-Liga. Ein früherer Namen des Vereins ist RK Partizan. Seit 2009 trägt er den Namen RK NEXE Našice.

## Geschichte
Die Handballgeschichte in Našice begann 1956, als man im Gymnasium zum ersten Mal diesen Sport erprobte. Drei Jahre später wurde auch offiziell ein Verein gegründet unter dem Namen „RK Partizan“. Nach dem ersten offiziellen Spiel gegen „RK Polet“ 1960 spielte man im April desselben Jahres ein „Nachtspiel“ auf dem Marktplatz in der Stadt, welcher zuvor frisch asphaltiert wurde. Das Spiel fand starken Zuspruch beim Publikum.
Seit der Saison 2008/09 wurde der RK Našice stets Vizemeister hinter dem RK Zagreb. Bei der ersten Teilnahme an der SEHA-Liga 2011/12 verpasste er die Play-offs als Fünfter nur knapp. 2012/13 wurde man nur Siebter. In der Saison 2021/22 brachte Našice am 26. März 2022 beim 30:29-Heimerfolg dem Serienmeister aus Zagreb die erste Niederlage in der heimischen Liga seit 2007 bei.
International debütierte der Verein im EHF-Pokal 2008/09. Seither nahm er in jeder Saison an diesem Wettbewerb teil und erreichte 2011/12 das Achtelfinale, wo man nach einer 31:33-Niederlage beim SC Magdeburg das Rückspiel zuhause knapp mit 22:21 gewann. 2017/18 kam man bis ins Viertelfinale des EHF-Pokal. Im Hinspiel konnte man den späteren Sieger die Füchse Berlin mit 28:20 bezwingen da das Rückspiel mit 16:25 verloren ging verpasste man nur knapp den Einzug ins Final Four.

## Bekannte aktuelle und ehemalige Spieler
Siehe auch Wikipedia-Artikel zu Našice-Spielern
- Šime Ivić (bis 2014)
- Franjo Lelić
- Marko Mrđenović
- Alen Blažević (bis 2011)
- Halil Jaganjac (bis 2022)
- Nikola Kedžo (bis 2012)
- Robert Markotić (bis 2013)
- Sandro Obranović (bis 2013)
- Ivan Slišković (bis 2013)
- David Špiler (bis 2017)
- Mate Šunjić (bis 2013)
- Can Çelebi (bis 2015)
- Marin Šipić
- Dominik Kuzmanović (bis 2024)